# Hanns Obonya
 (avril 2024).
Si vous disposez d'ouvrages ou d'articles de référence ou si vous connaissez des sites web de qualité traitant du thème abordé ici, merci de compléter l'article en donnant les références utiles à sa vérifiabilité et en les liant à la section « Notes et références ».
Hanns Obonya (né le 16 janvier 1922 à Vienne, où il meurt le 27 mai 1978) est un acteur autrichien.

## Biographie
Obonya découvre le théâtre et le cinéma à l'adolescence. Dans les années 1930, il incarne des piccolos, des liftiers et des mousses dans des films de divertissement allemands et autrichiens.
Au début des années 1950, Obonya est engagé au Schauspielhaus Graz. Il y apparaît, entre autres, dans le rôle-titre du drame Kain d'Anton Wildgans en 1951 ou la pièce musicale folklorique Die Gigerln von Wien avec la musique d'Alexander Steinbrecher.
En 1956, il participe à la première au Festival de Vienne de la pièce Ulla Winblad oder Musik und Leben des Carl Michael Bellman de Carl Zuckmayer au Volkstheater de Vienne.
Hanns Obonya devint plus tard membre permanent de l'ensemble du Burgtheater de Vienne. Il y joue un large répertoire comprenant des pièces de William Shakespeare, des auteurs germanophones des époques classique et romantique, des pièces folkloriques de Ferdinand Raimund et Johann Nestroy, mais aussi des pièces du modernisme et du théâtre contemporain. Obonya impressionne aussi dans des rôles plus petits et y crée des portraits de personnages intenses, par exemple en 1978 lors de l'une de ses dernières apparitions sur la scène du Burgtheater dans le rôle du citoyen de Prague dans Prokop dans Ein Bruderzwist in Habsburg de Franz Grillparzer. À partir des années 1960, Obonya se produit régulièrement au Festival de Salzbourg.
Dans les années 1960, il apparaît à plusieurs reprises à la télévision autrichienne et allemande dans des adaptations littéraires, des enregistrements de théâtre et des adaptations télévisées de pièces de théâtre.
Hanns Obonya travaille à plusieurs reprises comme acteur dans des pièces radiophoniques de l'Österreichischer Rundfunk. Il assume des rôles pointus dans des productions d'opérettes de la radio autrichienne.
Hanns Obonya faisait partie de l'une des plus célèbres familles d'acteurs autrichiens. Il fut marié à l'actrice Elisabeth Orth jusqu'à sa mort en 1978. Ses beaux-parents étaient Attila Hörbiger et Paula Wessely. Son fils Cornelius Obonya sera acteur.

## Filmographie
- 1934 : Der junge Baron Neuhaus
- 1935 : L'Auberge du Cheval Blanc
- 1936 : Rendezvous in Wien
- 1936 : Confetti (de)
- 1936 : Hannerl und ihre Liebhaber
- 1936 : Lumpacivagabundus
- 1937 : Florentine
- 1961 : Reporter (TV)
- 1961 : Der Bauer als Millionär (de)
- 1962 : Deutschland - deine Sternchen (de)
- 1962 : Der rote Rausch
- 1963 : Die Möwe (TV)
- 1963 : Der Betrüger (TV)
- 1963 : Das Apostelspiel (TV)
- 1964 : Der Verschwender
- 1964 : Nathan der Weise (TV)
- 1964 : Heinrich VI. (TV)
- 1964 : Der kleine Kadi (TV)
- 1965 : Der Himbeerpflücker
- 1965 : Geißel des Fleisches (de)
- 1965 : Othello, der Mohr in Wien (TV)
- 1965 : 3. November 1918
- 1966 : Ein Bruderzwist in Habsburg (TV)
- 1966 : Der Fall Auer/Ranneth - Unschuldig hinter Gittern (TV)
- 1967 : Postlagernd Opernball - Die Affäre Redl (TV)
- 1968 : Fast ein Poet (TV)
- 1969 : Die Moritat vom Räuberhauptmann Johann Georg Grasel (de) (TV)
- 1969 : Der Gürtel des Namajok (TV)
- 1970 : Jedermann (TV)
- 1971 : Der Hauptmann (TV)
- 1972 : Briefe von gestern (TV)
- 1972-1976 : Die Abenteuer des braven Soldaten Schwejk (de) (série télévisée, 4 épisodes)
- 1973 : Unverhofft (TV)
- 1973 : Wenn ihr wollt, ist es kein Märchen (TV)
- 1975 : Tatort: Urlaubsmord (de) (TV)
- 1976 : Jakob der Letzte (de) (TV)
- 1976 : Die Insel der Seligen (TV)
- 1977 : Tatort: Der vergessene Mord (de) (TV)
- 1977 : Die Alpensaga (de) (série télévisée, 1 épisode)